# Gannat

Gannat este o comună în departamentul Allier din centrul Franței. În 1 ianuarie 2022 avea o populație de 5.684 de locuitori.